# هيديو ياماموتو (لاعب كاراتيه)
هيديو ياماموتو (باليابانية: 山本英雄) هو لاعب كاراتيه ياباني، ولد في 1955 في طوكيو في اليابان.